# Kawanishi E5K
Kawanishi E5K(Разведывательный гидросамолет Тип 90-3) — серийный разведывательный гидросамолёт Императорского флота Японии периода Второй мировой войны.

## История создания
В 1928 году Императорский флот Японии сформировал заказ на разработку новых разведывательных гидросамолётов дальнего и ближнего действия, для замены устаревших Yokosuka E1Y и Nakajima E2N соответственно.
Как замена E1Y был принят на вооружение самолёт Yokosuka E5Y, разработанный Арсеналом флота в Йокосуке. Он производился на заводах фирмы Kawanishi. Поскольку его характеристики не удовлетворяли флот, фирма Kawanishi решила его модернизировать, установив более мощный двигатель Hiro Type 91-1 (620 л.с.). Эта модель и получила наименование E5K, всего было построено 17 самолётов. Но замена двигателя не улучшила лётные характеристики, и флот заказал фирме Aichi выпуск модифицированного самолёта E1Y3.

## ТТХ

### Технические характеристики
- Экипаж: 3
- Длина: 10,81 м
- Размах крыла: 14,46 м
- Высота: 4,74 м
- Площадь крыла: 55,00 м²
- Профиль крыла:
- Масса пустого: 1 800 кг
- Масса снаряженного:
- Нормальная взлетная масса:
- Максимальная взлетная масса: 3 000 кг
- Двигатель Type 91
- Мощность: 1x 500 л.с.[1]

### Лётные характеристики
- Максимальная скорость: 185 км/ч
  - у земли:
  - на высоте м:
- Крейсерская скорость: 130 км/ч
- Продолжительность полёта: 3 ч. 20 мин.
- Практический потолок: 4 050 м
- Скороподъёмность:
- Нагрузка на крыло: кг/м²[1]

### Вооружение
- Пушечно-пулемётное:
  - два передних 7.7-мм пулемета, один 7.7-мм пулемет на подвижной турели в задней кабине и один такой же в подфюзеляжной турели
- Бомбовая нагрузка: 2 х 125-кг или 3 х 60-кг бомбы[1]